# 岩倉城 (阿波国)
岩倉城（いわくらじょう）は、徳島県美馬市脇町田上にあった日本の城。脇城跡の西約1km、標高111mの河岸段丘突端に城跡が残る。

## 歴史
築城年は不明であるが、一説によると文永4年（1267年）に小笠原長房が居城としていたことから鎌倉時代に築城されたとされる。戦国時代に入ると三好康長の子である三好康俊が城主となり、脇城と連携して、この地方一帯を支配した。
その後、長宗我部氏の手に落ち、豊臣秀吉の四国攻めで再び豊臣秀次等によって攻められ落城。1585年（天正13年）に蜂須賀家政が阿波国に入国後は、脇城が阿波九城となったため、廃城となった。

## 遺構等
城跡の北側を通る徳島自動車道の建設に伴う発掘調査では、空堀状の溝や犬走状の遺構が確認されている。本丸に相当する曲輪は東西約17m・南北約39m、北側に幅約9mの堀切を設けている。本丸の周辺には、観音坊や丹波ノ坊など六坊と呼ばれる6つの出城が配され、防御を固めていたとされる。城跡北側の真楽寺（真言宗大覚寺派）は、岩倉城廃城後に六坊の1つである北ノ坊に建立されたことに始まるともいう。